# 过硼酸钠
过硼酸钠（PBS）是一个无味的白色固体，可溶于水，化学式为NaBO3。它有三种水合物：一水NaBO3.H2O、四水NaBO3.4H2O及三水NaBO3.3H2O，其中一水和三水合过硼酸钠在工业上较重要。 它是高效氧系漂白剂，也有杀菌、织物保色等功能，广泛应用于漂白粉、洗衣粉、洗涤剂等日用材料中。

## 制备及反应
过硼酸钠由硼砂、过氧化氢和氢氧化钠反应制取。一水合物可由四水合物加热得到，并且它的活性氧含量更高，在水中的溶解度和溶解速率更大，对热更加稳定。 过硼酸钠与水反应水解，生成过氧化氢和硼酸钠。
过硼酸钠在60°C以上迅速分解放出过氧化氢，因此只有此温度上过硼酸钠才能充分体现漂白活性。低于60°C时常加入乙二胺四乙酸（EDTA）作活化剂。
过硼酸钠是有机合成中的氧化剂，可将某些取代烷基硼氧化水解为醇，醛氧化为羧酸，炔烃氧化为酮，等等。

## 结构
过硼酸钠与同为过氧化物的过碳酸钠和过磷酸钠不同，它不是由过氧化氢形成的加合物，而是含有由两个过氧链组成的环状过硼酸根阴离子（B2O8H42−），不含BO3−离子。